# Francia en los Juegos Olímpicos de Roma 1960
Francia estuvo representada en los Juegos Olímpicos de Roma 1960 por un total de 238 deportistas que compitieron en 19 deportes.  
El portador de la bandera en la ceremonia de apertura fue el esgrimidor Christian d'Oriola.

## Medallistas
El equipo olímpico francés obtuvo las siguientes medallas:
| Nombre                                                                                   | Deporte            | Competición                |
| ---------------------------------------------------------------------------------------- | ------------------ | -------------------------- |
| Oro                                                                                      |                    |                            |
| —                                                                                        |                    |                            |
| Plata                                                                                    |                    |                            |
| Michel Jazy                                                                              | Atletismo          | 1500 m M                   |
| Robert Dumontois Jean Klein Claude Martin Jacques Morel Guy Nosbaum                      | Remo               | Cuatro con timonel (M4+) M |
| Bronce                                                                                   |                    |                            |
| Abdoulaye Seye                                                                           | Atletismo          | 200 m M                    |
| Guy Lefrant (Nicias) Jack Le Goff (Image) Jéhan Le Roy (Garden) Pierre Durand (Gulliano) | Hípica             | Concurso completo por eqs. |
| René Schiermeyer                                                                         | Lucha grecorromana | 73 kg M                    |